# Barbat (Rab)
Barbat (offiziell Barbat na Rabu, deutsch Barbat auf Rab) ist die südlichste Ortschaft auf der kroatischen Insel Rab.
Das Dorf war ursprünglich von Landwirtschaft, Schafzucht und Fischerei geprägt, heute dominiert der Tourismus.
Der Barbatski Kanal, der zwischen der Insel Dolin und Barbat liegt, ist nach dieser Siedlung benannt.